# فريدريك فان لينهوف
فريدريك فان لينهوف (1 سبتمبر 1647 - 13 أكتوبر 1715) هو قس وفيلسوف هولندي عمل في زفولة، تسبب في جدل دولي بسبب عمله السبينوزي بعنوان الجنة على الأرض (1703). نوقش هذا الجدل باستفاضة في كتاب جوناثان إسرائيل الصادر في عام 2001 بعنوان التنوير الراديكالي.

## تعليمه ومسيرته المهنية
درس لينهوف اللاهوت في 1660 في جامعة أوترخت بإشراف فويتيوس، وفي جامعة لايدن بإشراف كوكسيوس خلال النزاع بين أتباع فويتيوس وكوكسيوس. شغل منصب القس في أبفيل من عام 1671 إلى 1671، ونيويفليت من عام 1672 إلى 1678، وفيلسن من عام 1681 إلى 1681، قبل أن يستقر أخيرًا في زفولة في عام 1681. خلال الفترة الأولى من كعمله كاتبًا بين عامي 1673 و1684، كان متحيزًا لكارتيسيو كوكسيان ضد الأصولية الفوتية. اتهم خصومه باللجوء إلى أساليب التشهير والمغالطات البهلوانية، ونفى الادعاء بأن من يأتون من مدرسة ديكارت هم ملحدين ومحررين. مع ذلك، عقب وفاة ويتيتش في عام 1687 ودون إذن لينهوف، نُشرت رسالة مراسلة مع كريستوفر ويتيتش (الذي استضافه لفترة وجيزة في لايدن قبيل عام 1681)، والتي دافع فيها لينهوف عن آراء باروخ سبينوزا بشأن الجوهر والخلق بعنوان مناهضة سبينوزا. تحت وطأة الضغط، اعترف لينهوف بكتابتها، لذلك بحلول عام 1681، لابد أن لينهوف كان على دراية بالفعل بفكر سبينوزا، وتقبل بعض مفاهيمه الجوهرية. تبين فيما بعد أن عمله الذي كتبه في عام 1684 بعنوان سلسلة اللاهوت الإنجيلي تحتوي على وجهات نظر سبينوزية.
في مراسلاته مع ويتيتش، زعم لينهوف أن الكون لابد وأنه كان دائم الوجود، ومن شأن معتقد الخلق من العدم أن ينتهك طبيعة الإله المثالية. ادعى أيضًا، رافضًا فكرة الثنائية، أن الروح الخالصة لا يمكن أن تخلق الجوهر منطقيًا، وبالتالي يجب أن يكون الإله واحدًا مع العالم المادي أو موجودًا فيه.
أثناء دراسة دينه واستكشاف الأخلاقيات الحديثة أثناء الفترة الثانية من كتاباته (1700-1704)، كان لينهوف على صلة مع التنوير المبكر، الذي انبثق من الجمهورية الهولندية نحو عام 1650. من بين أمور أخرى، حاول لينهوف في عمله الذي صدر في عام 1700 بعنوان الواعظ أن يصيغ نظامًا أخلاقيًا يتبع المذهبين الرواقي والأبيقوري، دون أي دور للخلاص المسيحي. أما من الناحية السياسية، دعا إلى رفض الملكية («الحكم الأكثر قصورًا دون أي شك») والطبقة الأرستقراطية، وطالب بدلًا من ذلك بشكل جمهوري من أشكال الحكم. جادل كذلك أن الخلافة الوراثية لا قيمة لها، فالعقل وحده هو ما يمنح الشرعية وأن السيادة الحقيقية هي المصلحة المشتركة في المجتمع. ويجب إلغاء الجيوش الملكية العاملة من المرتزقة، خشية استخدامها في أعمال قمع رعايا الملك، وبدلُا من ذلك، ينبغي على الدولة أن تدرب مواطنيها وتشكل ميليشيا بإمكانها الدفاع عن الصالح العام. رأى لينهوف أن الأخلاق عالمية ومعروفة من خلال استخدام العقل.